# Alastair Kellock
Pas d'image ? Cliquez ici

a Compétitions nationales et continentales officielles uniquement.

b Matchs officiels uniquement.
Dernière mise à jour le 09 juin 2015.
Alastair David Kellock, né le 14 juin 1981 à Bishopbriggs (Écosse), est un ancien joueur international écossais de rugby à XV qui évoluait au poste de deuxième ligne (2,05 m pour 117 kg).

## Biographie
Alastair Kellock obtient sa première cape internationale le 6 novembre 2004 contre l'équipe d'Australie. Il joue avec les Edinburgh en coupe d'Europe et en Celtic League de 2002 jusqu'en 2006. Lors de l'été 2006, il rejoint les Glasgow Warriors.
En vue de la Coupe du monde au mois de septembre 2011, le sélectionneur du XV écossais, Andy Robinson, interdit à cinq joueurs de jouer avec leur club respectif jusqu'à la fin de la saison. Cela concerne les deuxièmes lignes Richie Gray et Alastair Kellock, le troisième ligne John Barclay, le talonneur Ross Ford et le pilier Allan Jacobsen.
Il est capitaine de l'équipe d'Écosse.

## Statistiques en équipe nationale
- 56 sélections (32 fois titulaire, 24 fois remplaçant)
- 5 points (1 essai)
- 10 fois capitaine entre le 12 juin 2010 et le 1er octobre 2011
- Sélections par année : 1 en 2004, 4 en 2005, 8 en 2006, 1 en 2007, 2 en 2008, 4 en 2009, 7 en 2010, 9 en 2011, 11 en 2012, 9 en 2013
- Tournois des Six Nations disputés : 2006, 2007, 2009, 2010, 2011, 2012, 2013

En Coupe du monde :
- 2011 : 2 sélections (Roumanie, Angleterre)